# Kris Humphries
Kris Nathan Humphries (* 6. Februar 1985 in Minneapolis, Minnesota) ist ein ehemaliger US-amerikanischer Basketballspieler, der zwischen 2004 und 2017 in der NBA spielte.

## Jugend
Während seiner Jugend galt Humphries als talentierter Schwimmer und dominierte als 10-Jähriger in seiner Altersklasse spätere Weltklasseschwimmer wie Michael Phelps und Ryan Lochte. Im Alter von 12 Jahren gab er das Schwimmen zugunsten des Basketballs auf.

## Karriere
Nach einer erfolgreichen Freshman-Saison an der University of Minnesota meldete sich Humphries zum NBA-Draft an. Er wurde an 14. Stelle von den Utah Jazz ausgewählt. Bei den Jazz konnte sich Humphries gegen All-Star Carlos Boozer nicht durchsetzen und kam über die Reservistenrolle nicht hinaus. Zusammen mit Robert Whaley wurde er 2006 im Tausch gegen Rafael Araújo zu den Toronto Raptors getradet. Trotz geringer Spielzeit entwickelte sich Humphries zu einem guten Rebounder und Energizer, der regelmäßig von der Bank kam und Raptors-Star Chris Bosh entlastete. Im Sommer 2009 wurde Humphries zu den Dallas Mavericks transferiert. Wenige Monate später wurde er zu den New Jersey Nets geschickt. In New Jersey entwickelte sich Humphries zum festen Bestandteil der Nets-Rotation. In der Saison 2010–11 gelang ihm, mit durchschnittlich 10,0 Punkten und 10,4 Rebounds in 74 Spielen, der Durchbruch. 2011–12 erzielte Humphries mit 13,8 Punkten und 11,0 Rebounds pro Spiel seine bisher besten Werte in seiner Karriere. Im Juli 2013 wechselte Humphries als Teil eines Trades, der unter anderem Kevin Garnett und Paul Pierce nach Brooklyn schickte, zu den Boston Celtics. Am 19. Juli 2014 wurde sein Wechsel zu den Washington Wizards bekannt. Bei den Wizards kam er meist als Ersatzspieler von der Bank und kam in 1½ Jahren auf 8 Punkte und 6 Rebounds im Schnitt, ehe er für Markieff Morris im Dezember 2015 zu den Phoenix Suns abgegeben wurde. Er absolvierte nur 4 Saisonspiele für die Suns und einigte sich danach auf eine Auflösung seines Vertrages. Humphries wechselte anschließend zu den Atlanta Hawks. Er spielte zwei Jahre für die Hawks. Im September 2017 unterschrieb Humphries einen Vertrag bei den Philadelphia 76ers, der jedoch kurz vor Saisonbeginn aufgelöst wurde, so dass er kein Saisonspiel in der Saison 2017–18 bestritt.
Im März 2019 gab Humphries seinen endgültig Rücktritt vom Sport bekannt.

## Privates
Am 20. August 2011 heiratete Humphries die Reality-TV-Darstellerin Kim Kardashian.
Am 31. Oktober 2011 reichte Kardashian, nach nur 72 Tagen, die Scheidung ein. Grund seien „unüberbrückbare Differenzen“.